# Nicholas Audsley
Nicholas Robert Audsley (Londra, 6 febbraio 1982) è un attore britannico.

## Biografia
Nato ad Hammersmith, apparve in numerose serie televisive della BBC e dell'ITV, tra cui L'ispettore Barnaby, Testimoni silenziosi e Foyle's War. È noto per il ruolo di Peter van Pels nella miniserie televisiva della ABC La storia di Anna Frank. Ha poi interpretato Lord Strange nella miniserie The White Princess (2017) e Charles, Duca di Monmouth nella terza stagione di Victoria (2019).

## Filmografia

### Cinema
- Standing Room Only - cortometraggio (2003)
- Mood Swing - cortometraggio (2007)

### Televisione
- All the Way – serie TV (2000)
- La storia di Anna Frank (Anne Frank: The Whole Story), regia di Robert Dornhelm – miniserie TV (2001)
- The Cazalets – serie TV, 4 episodi (2001)
- L'ispettore Barnaby (Midsomer Murders) – serie TV, episodio 5x04 (2002)
- Testimoni silenziosi (Silent Witness) – serie TV, episodi 6x07-6x08 (2002)
- Foyle's War – serie TV, episodi 1x02 (2002)
- I predatori dell'arte perduta (Raiders of the Lost Art) – documentario, episodio 1x05 (2014)
- The White Princess, regia di Jamie Payne e Alex Kalymnios – miniserie TV, 7 puntate (2017)
- Victoria – serie TV, 7 episodi (2019)
- Washington, regia di Roel Reiné – miniserie TV, puntata 3 (2020)
- Padre Brown (Father Brown) – serie TV, episodio 9x10 (2022)